# Strojnów
Strojnów – wieś w Polsce położona w województwie świętokrzyskim, w powiecie kieleckim, w gminie Pierzchnica.
| SIMC    | Nazwa        | Rodzaj    |
| ------- | ------------ | --------- |
| 0262540 | Krauzów      | część wsi |
| 0262556 | Wojcikowizna | część wsi |

W latach 1975–1998 miejscowość administracyjnie należała do województwa kieleckiego.

## Historia
Strojnów był wsią szlachecką. W latach 1470–1480 jej właścicielem był Jakub Lubański herbu Grzymała. 
W okresie Królestwa Kongresowego wieś i folwark w powiecie stopnickim, gmina Drugnia, parafia Pierzchnica odległa o 21 wiorst od Stopnicy, na lewo od drogi z Chmielnika do Rakowa. W 1827 roku stało tam 48 domów i 374 mieszkańców.
W okresie Powstania Styczniowego 1863/64 w okolicy Strojnowa miała miejsce bitwa (4.11.1863 r.), w której ranny został Ludomir Grzybowski, autor wspomnień z powstania „Opis powstania polskiego w roku 1863 i 1864 w województwie krakowskim”. 24.11.1863 r. miała miejsce potyczka, w której powstańcy odnieśli bolesną klęskę.
W okolicy wsi znajdują się dwa krzyże:
- krzyż w lesie upamiętniający miejsce pochówku zmarłych na skutek zarazy, która dotknęła Strojnów w końcu XIX wieku,
- metalowy krzyż z 1981 roku.